# Responsabilité sociétale des entreprises
Pour les articles homonymes, voir RSE et CSR.
La responsabilité sociale des entreprises ou responsabilité sociétale des entreprises (RSE, en anglais CSR pour corporate social responsibility) désigne schématiquement, la prise en compte par les entreprises, sur une base volontaire des enjeux environnementaux (conservation et gestion des ressources), sociaux (équité et participation de tous les groupes sociaux), économiques (création de richesse pour toutes les parties prenantes grâce à des modes de production et de consommation durables) et éthiques (prise en compte de la moralité publique et des valeurs sociétales) dans leurs activités et dans leurs relations avec les parties prenantes.

## Présentation
Une entreprise socialement responsable cherche à satisfaire les attentes de l'ensemble de ses parties prenantes (stakeholders en anglais) : collaborateurs, actionnaires, associations / ONG, clients / consommateurs, communautés locales, fournisseurs, pouvoirs publics, syndicats ; contrairement à l'ancien modèle dans lequel l'entreprise cherche à satisfaire les attentes des seuls actionnaires (shareholders en anglais). Être socialement responsable signifie aller au-delà des obligations légales en investissant davantage dans le capital humain, l'environnement et les relations avec les parties prenantes, ce qui peut également augmenter la compétitivité et la productivité des entreprises. Il existe d'ailleurs, une norme internationale appelée ISO 26000, créée par l'Organisation internationale de normalisation (ISO). Publiée depuis le 1er novembre 2010, cette norme fournit des lignes directrices pour aider les entreprises et les organisations à intégrer la responsabilité sociale dans leurs activités. Elle explique comment elles peuvent contribuer au développement durable en adoptant des pratiques responsables sur les plans social, environnemental et économique. Mais la norme ISO 26000 n'est pas un texte juridique contraignant sanctionnant sa non-mise en œuvre ; elle invite, sur une base volontaire, les parties prenantes à améliorer l'activité de l'entreprise sur la question de la RSE. Les normes ISO font partie, selon certains auteurs, d'une catégorie particulière de normes juridiques, celle de la Soft law qui sont des « instruments juridiques non contraignant », et contribuent au respect des normes juridiques contraignantes dites de hard law (exemple : LOI n° 2017-399 du 27 mars 2017 relative au devoir de vigilance des sociétés mères et des entreprises donneuses d'ordre (1), Article L. 225-102-4 du Code de commerce qui impose des mesures de vigilance raisonnable pour identifier et prévenir les risques graves touchant les droits humains, les libertés fondamentales, la santé, la sécurité des personnes et l'environnement. Elles s'appliquent aux activités de la société, des sociétés qu'elle contrôle, ainsi qu'à celles de ses sous-traitants et fournisseurs ayant des relations commerciales établies. Le respect des obligations de vigilance est assuré par une mise en demeure au préalable (v. C. com., art. L. 225-102-4, II), puis de la possibilité de faire jouer le mécanisme de l'injonction en cas de non-conformité (v. C. com., art. L. 225-102-4, II). Ainsi, la responsabilité sociale des entreprises doit compléter, et non remplacer, la réglementation et la législation sur les droits sociaux et les normes environnementales, en particulier dans les pays où ces cadres n'existent pas encore.
Toutefois, il n'existe pas de définition consensuelle de la RSE, mais elle inclut généralement des pratiques volontaires des entreprises visant à répondre aux demandes des parties prenantes, tout en poursuivant la réalisation de profits. La Commission européenne définit la RSE comme l'intégration volontaire de préoccupations sociales et environnementales dans les activités commerciales, une définition qui est largement acceptée après des consultations postérieures à leur Livre vert de 2001. Ce Livre vert a permis de recueillir de nombreux avis sur des questions relatives à la RSE, telles que le rôle des pouvoirs publics et le type d'encadrement nécessaire. Les livres verts, publiés par la Commission européenne, ont pour but de stimuler une réflexion sur un sujet particulier au sein de l’Union européenne (UE).
Le terme RSE est apparu aux États-Unis en 1953 avec les travaux de Howard Bowen dans son ouvrage intitulé « Social responsibilities of the businessman », pour faire face aux critiques de la mondialisation des firmes américaines.L’idée derrière ce terme est d’intégrer les préoccupations sociétales dans les stratégies commerciales afin d’atteindre non seulement des objectifs de durabilité, mais également de renforcer la performance financière de l’entreprise. Mais, bien qu’il n’existe pas de définition consensuelle de la RSE, on observe une prise de conscience de plus en plus importante de la RSE dans la littérature académique dans les discours politiques ainsi que les discours socio-économiques.
Il faut attendre les années 1980 avec l'accélération de la mondialisation et la démocratisation de la télévision pour connaitre un accroissement de la sensibilisation de la société civile aux impacts environnementaux des entreprises. Les catastrophes industrielles et environnementales majeures de cette période, telles que celles de Seveso en Italie et de Bhopal en Inde, ainsi que les marées noires, ont amplifié cette prise de conscience collective. Parallèlement, alors que les entreprises se concentraient encore principalement sur la performance financière, comme le soutenait Milton Friedman en 1970, un nouveau courant émergeait, mettant en avant une performance multidimensionnelle. Archie B. Carroll introduisit cette perspective dans son ouvrage « A Three-Dimensional Conceptual Model of Corporate Performance », soulignant les devoirs économiques, légaux, éthiques et philanthropiques des entreprises.
Dans les années 1990, la pression croissante des consommateurs et des ONG sur les entreprises a poussé les États à adopter des réglementations plus strictes. En France, la loi sur les nouvelles régulations économiques (loi NRE), promulguée en 2001, a été le premier texte législatif obligeant les entreprises à divulguer des informations sur leur performance en matière de développement durable. De plus en plus conscientes de leur responsabilité sociale et environnementale, certaines entreprises ont commencé à participer à des conférences internationales, telles que le sommet de la Terre de Rio en 1992 et le Forum économique mondial en 2000, où Kofi Annan a lancé le Pacte Mondial. Ces initiatives ont marqué un engagement croissant des entreprises envers des pratiques durables et responsables. Une étude a d'ailleurs démontré que les engagements pris par les entreprises influencent de plus en plus la prise de décision des consommateurs et des collaborateurs : 80% et 94% d'entre eux ont respectivement déclaré qu'ils étaient davantage susceptibles d'acheter des produits ou de travailler pour une entreprise engagée en faveur de la préservation de l'environnement.
Malgré une prise de conscience de plus en plus importante de l'impact environnemental et social des entreprises, le lien entre la RSE et le développement durable fait encore débat. La RSE est souvent perçue en Europe comme l'application des volontaires des principes de développement durable dans les entreprises, intégrant les trois piliers environnemental, social et économique. Alors que la vision anglo-saxonne considère que la responsabilité sociale des entreprises repose sur des fondements éthiques. Ce rajoute à ce débat, les différentes représentations de la RSE qui sont influencées par les positions sociales des acteurs, leurs intérêts personnels, et leurs appartenances à des réseaux sociaux, ce qui explique le choix entre la "priorité du juste" et la "priorité du bien". Cependant, parvenir à un consensus entre ces acteurs est complexe, car leurs discours peuvent contenir des contradictions en jonglant entre les deux priorités, rendant difficile l'élaboration d'un socle commun de responsabilité et de justification en raison.
Malgré le fait que la littérature académique récente reconnaisse que la RSE favorise l'innovation et améliore la performance des entreprises, elle est souvent perçue comme superficielle lorsqu'elle est appliquée uniquement à des fins stratégiques. Il est donc crucial d'intégrer chaque dimension de la RSE (économique, sociale et environnementale) dans une stratégie d'innovation holistique pour assurer l'avenir des entreprises.

## Historique

### Origines plurielles
La question de la responsabilité en entreprise est intimement liée à la religion en général, à la religion protestante en particulier. Max Weber montre en quoi la religion protestante a joué un rôle structurant dans le développement du capitalisme.
On peut considérer toutefois que la responsabilité sociale des entreprises plonge également ses racines dans le socialisme utopique du Britannique Robert Owen, de sensibilité déiste, connu pour être le père fondateur du mouvement coopératif et du socialisme britannique. Owen fonda des communautés des deux côtés de l'Atlantique entre 1820 et 1860. On peut citer aussi le négociant Francis Cabot Lowell et ses associés, qui fondèrent à Waltham près de Boston des filatures qui furent considérées comme le lieu de naissance de la révolution industrielle américaine. Lowell mit en œuvre une démarche sociale inspirée du modèle coopératif d'Owen, développant un nouveau système industriel sans créer de prolétariat.

### Le contrat social du paternalisme familial
L'un des représentants du paternalisme, Samuel D. Warren, imposa dans son entreprise, la S.D. Warren Company, leader de l'industrie du papier, un management paternaliste de refus du syndicalisme dans un secteur fortement syndicalisé. Il prônait un système d'échange-don entre employeur et travailleur dans lequel la sécurité économique et la protection sociale sont assurées en échange de la loyauté et du renoncement à toute forme de revendication (refus de la présence syndicale). Ce modèle s'est perpétué jusqu'à la fin des années 1960.

### Fin duXIXesiècle-XXesiècle
La responsabilité sociale est une problématique abordée par les dirigeants aux États-Unis à partir de la fin du XIXe siècle dans le cadre d'activités philanthropiques. L'un des piliers de ce mouvement est Andrew Carnegie qui, dans l'Évangile des riches, s'interroge sur les responsabilités des riches hommes d'affaires qui se doivent de mener une vie non ostentatoire et affirme que tout surplus de richesse doit être dirigé vers l'intérêt public.
Chez les protestants les nouvelles théories s'intéressent à la relation entre l'entreprise et la société, considérant que la propriété n'est pas un droit absolu et ne peut être justifiée que dans le sens où l'administration privée des biens permet d'accroître le bien-être de l'ensemble de la communauté. Les grands défenseurs de ces théories sont Chester Barnard, Henry Ford, Alfred P. Sloan, Thomas Edison et Charles Coffin.
Les catholiques, quant à eux, ont pris position avec Léon XIII et l'encyclique Rerum novarum (1891) : les riches et les patrons ne doivent en rien traiter l'ouvrier en esclave ; il importe de respecter leur dignité. Pie XI continuera ce questionnement avec l'encyclique Quadragesimo anno (1931). Jean-Paul II commence à aborder dans l'encyclique Centesimus annus (1991) la question de l'écologie, considérant que l'homme consomme de manière excessive et désordonnée les ressources de la planète.
Aux États-Unis, où la religion occupe une place bien plus importante qu'en France, avant la responsabilité sociale des entreprises (corporate social responsibility en anglais) d'autres formes existaient comme l'investissement socialement responsable (ISR), qui initialement était porté par différentes confessions religieuses comme les Quakers.

### Apparition du concept: Howard Bowen
Le concept de corporate social responsibility proprement dit apparaît à partir des années 1950-1960 dans la littérature anglophone consacrée aux entreprises avec Social Responsibilities of the Businessman de Howard Bowen (1953), et The Responsible Company de George Goyder (1961). Il a depuis fait l'objet d'une élaboration théorique chez plusieurs chercheurs anglophones et francophones (voir, notamment les travaux de l'École de Montréal et ceux qui se réfèrent à la Théorie de la régulation).

### Développements académiques
À partir de la fin des années 1950, la responsabilité sociale des entreprises fait son entrée dans le champ académique aux États-Unis. On retiendra quelques dates-clés :
- 1959 : rapport de la fondation Ford qui préconise pour les Business Schools des cours nouveaux dont les thèmes seraient l'environnement légal, social et politique de l'entreprise ;
- 1967 : l'American Association of Collegiate Schools of Business (AACSB) ajoute le thème des relations de l'entreprise avec son environnement ;
- 1971 : l'Academy of Management crée la division Social Issue in Management ;
- 1980 : création de la Society for Business Ethics (SBE) avec le soutien de l'American Philosophical Association.

Depuis le début des années 1960, les premiers cours consacrés à la relation entre business et société ont été créés dans les plus grandes universités et les Business Schools pour atteindre la totalité des établissements des États-Unis en 1974, soit 660 cours concernant 65 000 étudiants.

### Développements théoriques
En 1984, R. Edward Freeman apporte une définition au concept de partie prenante (stakeholder en anglais), appelé à jouer un rôle central dans la responsabilité sociale des entreprises : « une partie prenante dans l’organisation est (par définition) tout groupe d’individus ou tout individu qui peut affecter ou être affecté par la réalisation des objectifs organisationnels ». Le mot stakeholder est un néologisme jouant tant avec le terme stockholder (désignant l'actionnaire) qu'avec celui de shareholder (désignant ceux qui partagent les bénéfices, incluant les actionnaires), construit dans le but de faire prendre conscience de l'impact environnemental et social de l'activité des entreprises et de la nécessité d'agir au-delà de la simple profitabilité économique exigée par les actionnaires.
En 1997, Mitchell, Agle et Wood ont entrepris une démarche ambitieuse qui les a conduits à :
- recenser les définitions des stakeholders de 1963 à 1995 ;
- classer les formes de relations en fonction de trois attributs: la légitimité (normatif), le pouvoir et l'urgence (empiriques) ;
- construire une typologie des stakeholders par combinaison de la présence/absence de ces trois attributs[26].

Cette typologie permet une analyse des parties prenantes, selon la grille dite de Mitchell.

### Années 1990
Au sommet de la Terre de Rio en 1992, une cinquantaine d'entreprises multinationales, regroupées par l'homme d'affaires suisse Stephan Schmidheiny au sein du consortium BCSD (Business Council for Sustainable Development) sont invitées à participer aux côtés des représentants politiques officiels et des ONG. Le cercle s'élargit en 1995 pour former le WBCSD (World Business Council for Sustainable Development).
En parallèle, le consultant John Elkington, à la tête du cabinet de conseil SustainAbility, forge le concept de triple bottom line (triple performance) pour exprimer l'intégration des trois dimensions sociale, environnementale, et économique du développement durable dans les démarches de RSE des entreprises, qui formeront dorénavant la structure de la plupart des outils de pilotage des grands groupes.

## Définition théorique et pratique de la RSE
La RSE se définit d'abord par rapport à la notion de responsabilité. Elle consiste donc à la fois en un « devoir de rendre compte de ses actes » (enjeu du reporting, des audits, etc.) et « d'en assumer les conséquences » (enjeu des actions en réparation et en prévention). Cette définition n'est cependant opératoire qu'après avoir précisé : 1) par rapport à quels acteurs sociaux ce devoir existe et 2) quelle est la nature des actes et des conséquences que l'entreprise doit assumer. D'où l'importance accordée par la norme ISO26000 (inspirant les critères environnementaux, sociaux et de gouvernance) à la place des parties prenantes dans la gouvernance de l'entreprise, au « dialogue » avec les parties prenantes avec lesquelles se construit, de façon coopérative ou conflictuelle selon le cas, ce devoir de RSE pour chaque entreprise. De ce fait, le caractère « volontaire » revendiqué pour les démarches RSE (voir par exemple, les positions de la Commission européenne) ne se comprend que par opposition à des exigences réglementaires : en pratique, c'est aussi souvent sous la contrainte économique (de ses clients ou de ses donneurs d'ordres, par exemple) qu'une entreprise investit pour améliorer sa RSE.
Une conception dominante en France définit le contenu de la RSE en rapport avec la notion de développement durable, déclinée au niveau des entreprises, comme le confirme une recommandation du Ministère français de l'écologie et du développement durable. Le lien entre cet objectif macrosocial et la satisfaction des attentes des parties prenantes de l'entreprise est toutefois assez complexe, d'autant que le développement durable ne concerne pas seulement les entreprises, mais aussi l'ensemble des agents économiques.
La Commission européenne dans son livre vert sur la RSE (2001) indique que « la plupart des définitions de la responsabilité sociale des entreprises décrivent ce concept comme l'intégration volontaire des préoccupations sociales et écologiques des entreprises à leurs activités commerciales et leurs relations avec leurs parties prenantes ».
- Être socialement responsable signifie non seulement satisfaire pleinement aux obligations juridiques applicables, mais aussi aller au-delà et investir « davantage » dans le capital humain, l'environnement et les relations avec les parties prenantes ;
- La responsabilité sociale des entreprises ne devrait néanmoins pas être vue comme un substitut à la réglementation ou à la législation concernant les droits sociaux ou les normes environnementales, y compris à l'élaboration d'une nouvelle législation appropriée.
- Même si la responsabilité sociale des entreprises est principalement promue par de grandes sociétés ou des multinationales, elle revêt une importance dans tous les types d'entreprises et tous les secteurs d'activité, de la PME à la multinationale.
- Un certain nombre d'entreprises obtenant de bons résultats dans le domaine social ou la protection de l'environnement indiquent que ces activités peuvent conduire à une meilleure performance et générer davantage de profits et de croissance.
- Les institutions financières ont de plus en plus recours à des listes de critères sociaux et écologiques pour évaluer le risque de prêt ou d'investissement vis-à-vis des entreprises[29].

La responsabilité sociétale des entreprises ne devrait pas être confondue avec le mécénat. En effet, alors que le mécénat est mené de manière séparée de l'activité quotidienne de l'entreprise, la RSE devrait s'appliquer d'abord au cœur de métier de l'entreprise, dans les domaines où elle est reconnue comme efficace, même si les directions d'entreprise incluent souvent aussi leurs actions « pour la communauté ».
En pratique, la mise en œuvre de la RSE consiste à rechercher un progrès continu sur les plans social, environnemental et économique. Elle couvre, par exemple, la qualité globale des filières d'approvisionnement, de la sous-traitance, le bien-être des salariés, leur santé, l'empreinte écologique de l'entreprise, etc. Cette mise en œuvre demande donc, outre une bonne perception de l'environnement de l'entreprise, des compétences en conduite du changement pour intégrer l'intérêt des parties prenantes, une connaissance fine des enjeux planétaires et de leurs déclinaisons politiques et réglementaires et, enfin, une connaissance des solutions techniques et managériales qui contribuent à l'amélioration des processus sanitaires, environnementaux et sociaux dans les organisations.

## Contexte et enjeux
La RSE constitue la réponse des entreprises à un certain nombre d'enjeux mondiaux qui se présentent aujourd'hui de la façon suivante  :
- le changement climatique résultant de l'accumulation dans l'atmosphère des gaz à effet de serre (GES), provoquant une augmentation de la fréquence et de l'intensité des événements météorologiques extrêmes ; la déforestation (Amazonie, Afrique centrale, Asie du Sud-Est) ; l'appauvrissement de la biodiversité ; l'avancée de la désertification ;
- l'accroissement démographique, avec une population mondiale susceptible d'atteindre 9 milliards d'hommes vers le milieu du XXIe siècle ;
- les inégalités sociales, avec l'accroissement du fossé entre les plus riches des pays riches et les plus pauvres des pays pauvres ;
- la multiplication des risques : prolifération nucléaire, risques sanitaires (extension des aires de prévalence de virus existants, possibles pandémies…), risques liés aux réseaux informatiques, risques liés aux manipulations du vivant et aux biotechnologies (clonage, OGM…), aux nanotechnologies, à la convergence des technologies.

Dans ce contexte, et compte tenu de l'origine enthropique de la plupart de ces phénomènes, la RSE se traduit ou devrait se traduire de différentes manières :
- la définition d'une éthique[32], formalisée dans une charte d'entreprise ;
- l'attention aux parties prenantes de l'entreprise autres que les seuls actionnaires (tout acteur ayant des intérêts dans la gestion de l'entreprise : clients, fournisseurs, employés, associations locales, collectivités territoriales, société civile représentée par les ONG…)[33] ;
- une veille[34] ; notamment environnementale, sociale, sociétale, et juridique ;
- la corrélation avec la nature du lien social et de la performance[réf. nécessaire] ;
- etc.

L'approche RSE peut permettre de mettre en œuvre, entre autres, de nouvelles régulations, que l'entreprise soit grande, moyenne ou petite, dans les pays développés, comme dans les pays en développement. Son avantage résiderait en l'instauration d'une meilleure « contextualisation » des activités économiques des entreprises, une meilleure structuration des relations avec les parties prenantes, et théoriquement une meilleure gouvernance d'entreprise. Chaque entreprise adapte cette démarche à son rythme et selon sa culture.

## Dispositifs d'encadrement de la RSE
Le concept de RSE se développe dans les pays développés à l'initiative d'organisations intergouvernementales ou régionales, à l'échelle mondiale ou régionale. Il se traduit par des déclarations de principe, des recommandations, des normes volontaires, voire se trouve imposé à divers degrés dans certaines législations nationales ou européennes.
Depuis les années 1980, sous l'impulsion notamment des ONG, les concepts de finance éthique, commerce équitable, développement durable étaient entrés dans le débat des instances politiques. Celles-ci ont fait appel aux universités et centres de recherches afin de faire des études pour développer des outils pour identifier le niveau de responsabilité des entreprises.
Des recherches se sont concrétisées pour la RSE par la mise au point de référentiels internationaux (GRI), des codes de conduite des entreprises (Global compact) ou des certifications, normes ou labels (SA8000…) jusqu'aux audits sociaux ou environnementaux. Par ailleurs, différents outils pratiques existent pour faciliter l’intégration de ces normes à différents échelons dans les entreprises. Lors des procédures d’appels d’offres, par exemple, certaines entreprises utilisent aujourd’hui une encyclopédie exhaustive des clauses d’achats durables.

### Déclarations de principe à l'échelle mondiale

#### Les Principes directeurs de l'OCDE
Les Principes directeurs de OCDE sont précurseurs, car rédigés en 1976. Révisés en 1979, 1982, 1984, 1991, 2000 et 2011, ils sont de simples recommandations, des lignes directrices que les gouvernements adressent aux entreprises multinationales. Ils n'ont pas de pouvoir contraignant,.

#### La Déclaration de principes tripartite de l'OIT de 1977
Comme l'a analysé l'historienne Chloé Maurel, l'Organisation internationale du travail (OIT) a adopté en 1977, de manière pionnière, et sur la pression des militants syndicaux, une "Déclaration de principes tripartite sur les entreprises multinationales et la politique sociale" qui est l'un des premiers textes juridiques mondiaux qui vise à encadrer la politique des patrons de multinationales envers leurs employés, concernant les conditions de l'emploi, de la formation, les conditions de travail et de vie, les salaires, la sécurité au travail, les relations professionnelles, etc., afin de les pousser à mieux respecter les normes internationales du travail, définies par les conventions et recommandations de l'OIT.

#### Pacte mondial de l'ONU (United Nations Global Compact)
Le Pacte mondial (Global Compact) est lancé en janvier 2000 lors du Forum économique mondial par Kofi Annan. Le Pacte mondial est un code de conduite qui comprend 10 principes que les entreprises doivent s'engager à respecter. Sans les énumérer, deux de ces principes concernent les droits de l'homme, quatre les normes de travail, trois l'environnement et le dernier la lutte contre la corruption. Chaque année, les entreprises doivent rendre compte publiquement de leurs engagements et de leurs démarche de progrès dans une Communication of Progres. 

#### LesPrinciples for Responsible Investment
Les PRI ont été lancés par Kofi Annan à New York en avril 2006. Les Principles for Responsible Investment ont pour objet d'inciter les banques, compagnies d'assurance et autres investisseurs institutionnels, à intégrer dans la gestion d'actifs (actions et obligations) les critères environnementaux, sociaux et de gouvernance (ESG).

#### LesEquator Principles
Les Principes de l'Équateur, lancés en juin 2003 et révisés en 2006 puis en 2013, concernent le financement des projets de développement (projets industriels ou d'infrastructures). Ils constituent un cadre de référence visant à identifier, évaluer et gérer les risques environnementaux et sociaux associés à ces projets.

#### Les recommandations de la Banque mondiale
La Banque mondiale a publié des recommandations, et a créé un cours pour sensibiliser les entreprises en vue de leur permettre de mettre en œuvre le concept de RSE. Ce cours a déjà été donné à 12 000 personnes[Quand ?] partout dans le monde[réf. nécessaire].

### Les avancées au niveau de l'Union européenne et en France

#### Les dispositifs de l'Union européenne
La Commission européenne défend une politique volontariste dans le domaine de la RSE ou CSR (Corporate Social Responsibility) via sa Direction générale entreprise depuis son premier livre vert en 2001, suivi d'une communication en 2002, renouvelée en 2006. L'approche interactive entre toutes les parties prenantes est promue avec la mise en place d'un forum dédié entre 2002 et 2004 puis d'une « alliance ». Les PME sont désormais également impliquées et deviennent des acteurs à part entière, compte tenu de leur omniprésence dans le tissu économique européen des États membres. Un programme spécifique leur est consacré.
Le Conseil européen de Göteborg a défini les 15 et 16 juin 2001 la stratégie européenne de développement durable, en précisant que toutes les politiques de l'Union devaient désormais être élaborées en considérant le développement durable comme une finalité. La stratégie a été révisée lors du Conseil européen qui s'est tenu à Bruxelles en juin 2006.
L'Union européenne a adopté un certain nombre de directives et de règlements, notamment :
- la protection et la gestion de l'eau en 2000 (organisation par bassins hydrographiques, fixation de seuils de pollution) ;
- la préservation des réserves halieutiques en 2002 ;
- les polluants organiques persistants et la biodégradabilité des détergents en 2004 ;
- le traitement des déchets en 2006 (limitation, collecte, élimination, recyclage) ;
- le règlement REACH sur les produits chimiques applicable depuis 2007[46].

#### Les évolutions législatives en France
La France a accéléré l'évolution de sa législation dans un sens favorable à la RSE depuis le début des années 2000.

##### La loi relative aux nouvelles régulations économiques (loi NRE, 2001)
Elle prévoit dans son article 116 que toute société cotée en bourse a pour obligation de rendre publiques des informations sur la manière dont [elle] prend en compte les conséquences sociales et environnementales de son activité. La liste de ces informations a été fixée par le décret du 20 février 2002, et se répartit en trois grandes rubriques : les aspects sociaux (internes), les impacts territoriaux et les conséquences environnementales de l'activité de l'entreprise.

##### La Charte de l'environnement (2005)
Cette charte a été intégrée au préambule de la Constitution ; les principes de sauvegarde de l'environnement naturel sont désormais placés au même niveau que les droits de l'homme et du citoyen de 1789 et que les droits économiques et sociaux de 1946. La loi impose des devoirs : chacun doit ainsi contribuer à la préservation et à l'amélioration de l'environnement et, le cas échéant, contribuer à la réparation des dommages qu'il a causés. Les autorités publiques sont tenues d'appliquer le principe de précaution et de promouvoir un développement durable

##### Le Grenelle de l'environnement (2007)
Faisant suite au Pacte écologique proposé par la fondation Nicolas Hulot, le Grenelle de l'Environnement est un ensemble de débats multipartites qui ont eu lieu en France en octobre 2007, afin de préparer des orientations à long terme en matière d'environnement et de développement durable, en mettant en avant trois priorités : la lutte contre le réchauffement climatique, la protection de la biodiversité, la réduction des pollutions.
Il s'est ensuivi une première loi dite Grenelle I (2009), qui prévoit dans son article 53 une série de mesures relatives à la RSE :
- étudier une extension de l'article 116 de la loi NRE sur la base d'un bilan public ;
- harmoniser les indicateurs sociaux et environnementaux par secteur d'activité et au niveau communautaire afin de permettre une meilleure comparaison entre les entreprises ;
- inclure dans les plans de formation des entreprises des modules consacrés à l'environnement, au développement durable et à la prévention des risques ;
- favoriser la mise en place d'instances de dialogue réunissant les parties prenantes au niveau local (cas des sites de traitement des déchets et des risques industriels) ;
- appuyer la création de labels et d'un mécanisme d'accréditation des organismes certificateurs chargés de les attribuer ;
- encourager l'investissement socialement et écologiquement responsables, etc.

D'autres articles de loi Grenelle I concernent la RSE :
- le carnet de santé des travailleurs est généralisé (article 39) ;
- l'État encourage les plans de déplacement d'entreprise, le télétravail et l'acquisition de véhicules propres (article 13) :
- un objectif de 75 % dès 2012 est prévu pour le recyclage des déchets des entreprises (article 46) :
- des mécanismes incitatifs pour favoriser la conception et la fabrication de produits et de procédés permettant de réduire les consommations d'énergie et de produire des énergies renouvelables (article 18)[49].

La loi dite Grenelle II, promulguée le 12 juillet 2010 et précisée par un décret du 11 juillet 2011 étend dans son article 225 l'obligation de reporting extra-financier aux grandes entreprises. Depuis 2014, l'obligation de publier des données sociétales et environnementales concerne toutes les entreprises françaises de plus de 500 salariés et 100 M€ de chiffres d'affaires net ou de total bilan. Le décret d'application du 26 avril 2012 précise les informations requises en traçant un périmètre de 42 thèmes regroupés en trois ensembles : le social (emploi, relations de travail, santé et sécurité…), l'environnement (pollution, gestion des déchets, consommation d'énergie…) et l'engagement en faveur du développement durable (impacts sociaux, relations avec les parties prenantes, respect des droits de l'homme.
L'article 75 de la loi Grenelle II prévoit que toutes les entreprises de plus de 500 salariés doivent rendre public un bilan de leurs émissions de gaz à effet de serre, dit « bilan GES » (parfois appelé improprement bilan carbone), devant faire l'objet d'une mise à jour tous les trois ans.
Début 2011, Lors de l’audition de Nathalie Kosciusko-Morizet par l’Assemblée, le député UMP Bertrand Pancher a dénoncé les « pressions » exercées par les lobbies des entreprises pour faire rehausser de 500 à 5000 salariés le seuil à partir duquel elles devront inclure un volet développement durable à leur rapport annuel. Un collectif de quinze organisations (écologistes, syndicales et caritatives) a demandé au Premier ministre de promulguer la loi en l’état.
FNE dénonce le fait que « La loi sur la régulation bancaire et financière adoptée au Sénat récemment supprime la possibilité créée par la loi Grenelle II pour les syndicats et les associations de donner les avis sur le rapport RSE des entreprises ».
En 2014, dans le cadre d'une transposition de la directive européenne sur le reporting extra-financier en préparation, et après un an de réflexion conduite par la Plateforme RSE, plateforme nationale d'actions globales pour la responsabilité sociétale des entreprises, une réunion plénière (24 juin 2014) a rendu de premières conclusions en 46 pistes de recommandations,.

### Le foisonnement des référentiels liés à la RSE

#### Les normes relatives à la RSE
- La norme ISO 14000 : cette norme vise à mesurer l'impact de l'activité d'une entreprise sur l'environnement. Initiée en 1996, révisée en 2015. Elle prend en compte des aspects environnementaux significatifs : les émissions dans l'air, les rejets dans l'eau, la contamination des sols, la gestion des déchets, l'utilisation des matières premières et des ressources naturelles (voir aussi la série des normes ISO 14000)[56].

- La norme ISO 26000 : cette norme, publiée le 1er novembre 2010[57] précise l'intégration des normes de responsabilité sociétale, de gouvernance et d'éthique d'une manière plus élargie. Il ne s'agit pas d'une norme certifiable[58], mais d'un guide de lignes directrices proposé aux entreprises et organisations, et qui peut faire l'objet d'une évaluation (AFAQ 26000). Le terme de Responsabilité Sociale des Entreprises est ainsi élargi dans cette norme à celui de Responsabilité Sociale (ou sociétale) des Organisations (RSO).

- La norme française SD 21000 : publiée en mai 2003 par l'AFNOR (Christian Brodhag, président de la commission), elle est conçue comme un guide - et donc, non certifiable - pour la prise en compte des enjeux du développement durable dans la stratégie et le management de l'entreprise. Surtout utilisée dans le cadre des Petites et moyennes entreprises, elle a inspiré la norme ISO 26000. Deux documents sont disponibles : X30 021 le texte général et X30 023 la méthode de hiérarchisation des enjeux.

- La norme européenne EMAS (Système de management environnemental et d'audit)[59] : Le règlement détaillant les procédures pour la participation volontaire des entreprises à ce système d'audit sur leur management environnemental et la mise à disposition du public des résultats. Les états membres font la promotion d'EMAS à leur niveau. Il existe un logo EMAS.

- La norme ISO 45001 Systèmes de management de la santé et de la sécurité au travail - Exigences et lignes directrices pour leur utilisation (anglais : Occupational health and safety management systems -- Requirements with guidance for use), est une norme internationale publiée en mars 2018 qui spécifie les exigences pour un système de management de la santé et sécurité au travail (SST, en anglais : OHS). Elle remplace la norme internationale OHSAS 18001.

- Autres normes et standards anglo-saxons
  - La norme AA 1000
  - Le standard SA 8000 (en anglais Social Accountability Standard 8000) : ce standard a été initié par le Council on Economic Priorities. Il est géré par SAI : il concerne les conditions de travail, l'interdiction du travail des enfants, du travail forcé... Il existe deux types d'engagement pour les entreprises : le certificat en cas de respect des normes pour la production, le statut membre si les critères sont respectés également pour les filières de fournisseurs et pour toutes les unités de production.

#### Les labels concernant la RSE
Sur la base de l’ISO 26000, plusieurs labels RSE se sont développés en France, chacun ont leur méthodologie distincte pour l’attribution de leur label.
Le premier apparu est le label Lucie 26000 qui a connu plusieurs évolutions depuis sa création en 2010. Il certifie sur une feuille de route RSE telle conçue par l’organisation et déployée pendant ses 3 années de labellisation. Ce label  certifie selon des objectifs RSE prévus sur les 3 ans à venir et non selon des mesures déjà existantes au sein de l’organisation.
Le label B Corp, d’origine américaine arrive juste ensuite et propose une grille d’auto-évaluation RSE (choisie parmi plusieurs grilles prédéfinies en fonction du secteur, de la taille de l’organisation et de la zone géographique). Le dirigeant ou son représentant va auto-évaluer la maturité RSE de l’organisation selon différents critères.
Le label RSE, note attribuée par les Parties Prenantes de Rate A Company est un label qui consiste à faire évaluer les différents critères RSE (prédéfinis et sur-mesure) par l’ensemble des parties prenantes d’une organisation. Solution hybride entre la notation en ligne et la certification, il est le seul label RSE à avoir déposé son règlement d’usage officiellement et tel que demandé par la réglementation en vigueur pour les labels en France depuis 2019 .
D’autres labels plus spécialisés sur un aspect de la RSE seulement peuvent également se rattacher à cette discipline :
- NF environnement ;
- Écolabel européen ;
- Haute qualité environnementale (HQE) ;
- Forest Stewardship Council (FSC) ;
- Marine Stewardship Council (MSC) ;
- Max Havelaar.

#### Agences de notation sociétale
Créées à la fin des années 1990, des agences de notation sociale et environnementale évaluent et notent les entreprises, selon leur propre méthodologie. Une agence de notation se base sur les documents publics, des questionnaires et des résultats d'entrevue avec les responsables d'entreprise. Elle doit aussi disposer d'une méthodologie, objet d'un travail de recherche en amont, sur la cohérence entre les questions posées et les objectifs recherchés au regard du développement durable (notamment au regard de l'agenda 21, mais plus généralement, en fonction des critères que souhaite favoriser l'investisseur. Des travaux de fond ont été entrepris en France dans les années 2001 à 2003 sur ce point.
Les principales agences sont :
- Vigeo Eiris (France / Royaume-Uni)
- OEKOM Research (Allemagne)
- RobecomSAM (Suisse)

#### Global Reporting Initiative
Le Global Reporting Initiative (GRI) a été lancé en 1997 par le Programme des Nations unies pour l'environnement (PNUE) et la Coalition for Environmentally Responsible Economies (CERES) : l'objectif est d'élaborer des lignes directrices et une standardisation de normes pour la rédaction de rapports environnementaux et sociaux.

### Label responsabilité sociale des centres de relations clients (France)
Créé le 14 décembre 2004 sous l’égide du Ministère du travail, de l’emploi et de la cohésion sociale, de l’AFRC (Association française de la relation client) et du SP2C (Syndicat des professionnels des centres de contacts), le « Label responsabilité sociale » se positionne comme le garant éthique des bonnes pratiques sociales des acteurs de la chaîne de la relation clients.
En 2007, la légitimité du « Label responsabilité sociale » fut renforcée par la création d’une association destinée à la promotion et au développement de la responsabilité sociale des entreprises dans le secteur de la relation clients : l'ALRS, Association pour la promotion et le développement du Label responsabilité sociale.
En 2009, les critères d'évaluation (mesurés par deux cabinets d'audit indépendants) portaient sur :
- le recrutement ;
- l'accueil et l'intégration des salariés ;
- le suivi de carrière ;
- l'intégration des travailleurs handicapés ;
- la reconversion et la fidélisation des salariés ;
- le baromètre social de l'entreprise ;
- le dialogue social ;
- l'analyse détaillée du processus de formation ;
- la surveillance et l'observation électronique et vie privée - CNIL ;
- les conditions de travail ;
- la responsabilité sociale de l'entreprise.

Depuis les années 2010, ce label a gagné en notoriété parmi les centres de relations clients internalisés (Insourcers), externalisés (Outsourcers) mais aussi parmi leurs donneurs d'ordre, qui représentent les 3 acteurs habilités à solliciter ce Label, accessible aux petits Outsourcers de 40 salariés (SCOP A Cappella à Amiens) comme aux multinationales (EDF, Orange, etc.), ces derniers pouvant être certifiés sous les 3 statuts.
Ce Label s'inscrit dans la lignée des labels et certifications de la responsabilité sociale, qui ont inspiré la Norme ISO 26000.

### Autres outils
- Le référentiel RSE 26001 : référentiel de système de management de la RSE certifiable publié en 2013 qui se base sur la norme ISO 14001 étendue à la RSE, en incluant les mécanismes de l'ISO 26000[67].

- Pour le secteur financier :
  - Le projet EPI-Finance 2000 propose des indicateurs de performance environnementale afin de permettre aux entreprises de présenter de meilleures informations sur leurs performances environnementales et de les comparer à des références, au moyen d’un ensemble commun d’indicateurs de performances managériales et opérationnelles pertinentes pour le secteur[68].
  - Le projet SPI-Finance 2002 propose des indicateurs de performance sociale spécifiques au secteur financier, pour rendre compte des aspects sociaux du développement durable et de la responsabilité sociale des entreprises (RSE)[69].

- La Chambre de commerce internationale (CCI)[70] a publié une « Charte des entreprises pour le développement durable »[71].

- La Confédération générale des entreprises du Maroc a mis en place le Label CGEM pour la Responsabilité Sociale de l’Entreprise.

## Déploiement de la démarche RSE par la norme ISO 26000
La Responsabilité Sociétale des Entreprises (RSE) est devenue une préoccupation centrale pour de nombreuses organisations, et leur approche stratégique se différencie en fonction de leur vision de la RSE. La vision, qui est généralement une image ou une aspiration de l'état futur de l'entreprise, représente une orientation délibérée que l'entreprise cherche à suivre, mais elle n'est pas nécessairement un plan détaillé et précis.
En fonction de ces axes, la RSE se définit selon quatre perspectives principales, qui varient selon la manière dont les entreprises conçoivent leur relation avec la société, qu'elles soient plus axées sur la régulation ou sur le changement, et sur leur vision de la réalité sociale, qu'elle soit objective ou subjective. Ce cadre d’analyse permet ainsi de mieux comprendre les représentations et les stratégies des entreprises vis-à-vis de la RSE.
L'intégration de la Responsabilité Sociétale des Entreprises (RSE) dans la stratégie de l'entreprise à travers l'application de la norme ISO 26000 illustre bien comment la RSE peut devenir un levier stratégique pour l'entreprise, tout en ayant un impact positif sur la société.
L’adoption de la norme ISO 26000 permet à l'entreprise de guider ses actions dans des domaines clés tels que la gouvernance, l’environnement, le respect des droits de l'homme et les conditions de travail.
De plus, cette approche permet à l'entreprise de se différencier sur le marché en proposant des produits plus responsables et en réduisant son empreinte écologique, répondant ainsi à une demande de plus en plus forte pour des produits respectueux de l’environnement. Par ailleurs, la gestion des relations de travail et l'amélioration du bien-être des employés renforcent son image et favorisent la fidélité des consommateurs et des collaborateurs.
Cette approche permet également à l'entreprise d'anticiper les attentes sociétales, notamment en matière de développement durable et de santé publique. À long terme, cela contribue à créer un modèle économique durable, capable de maintenir une compétitivité élevée tout en ayant un impact positif sur la société.

## Aspects médiatiques de la RSE

### Partenariat ONG - secteur des entreprises et pouvoirs publics
- Les valeurs ajoutées d'un partenariat avec une ONG

Dans leur partenariat avec des entreprises qui souhaitent mettre en place des actions de RSE, les ONG peuvent jouer des rôles :
- d'expert technique,
- d'intermédiaire social,
- et parfois de caution auprès du grand public.

Quelques actions, campagnes concrètes :
- Consumer Charter for Global Business élaborée par Consumers International, ONG regroupant 200 associations de consommateurs.
- Clean Clothes Campaign, campagne vêtements propres, une initiative européenne lancée en 1998 concernant l’industrie textile, dotée d'un code de conduite.
- Ethical Trading Initiative, au Royaume-Uni promue par un partenariat entre ONG, syndicat et secteur privé.
- Solidaritest a été élaboré en Belgique par un consortium d'ONG et d'entreprises. C'est un concours qui évalue et récompense les pratiques de RSE des entreprises établies sur le territoire belge.

Dans le domaine du commerce équitable, citons aussi, par exemple, le Fairtrade Labelling Organizations.

### Communication à la société civile
Les sociétés les plus incitées à communiquer sur ce sujet sont celles qui y sont obligées comme les sociétés cotées du CAC 40 en France dont les actions RSE sont suivies de près. Comme tout processus de communication, la communication dite sociétale (ou éco-communication) est un processus très complexe, qui peut induire certains risques. Mais les PME voire les TPE s'emparent quelquefois d'une communication RSE, de surcroit lorsque leurs produits et services sont marketés verts et/ou engagés socialement et que leur exemple est institutionnalisé comme une illustration de bonnes pratiques.

#### Communication externe sur la RSE
Les études sectorielles sur la communication RSE sont en cours en particulier dans le cadre du programme RARE où les premières études concernant les secteurs bancaire, pétrochimique et de la pêche démontrent une profusion d'outils pour une efficacité qui reste à démontrer même si « l'attention rhétorique croissante à la RSE et le poids correspondant donné aux instruments RSE ont contribué à certains de ces changements en pratique »[réf. incomplète].
Une communication mensongère vis-à-vis des allégations RSE, donc de ces impacts les plus significatifs, est couramment qualifiée de « Greenwashing », en français écoblanchiment. C'est le cas si le message qu'elle émet est considéré comme trompeur au regard des articles L.121-1 à L.121-7 du code de la consommation. En France, l'ARPP (Autorité de Régulation Professionnelle de la Publicité) est l'association compétente pour viser le message d'un annonceur en amont ou aval de sa diffusion. Indépendante des pouvoirs publics, elle dispose de différentes instances consultatives concernant la déontologie des messages publicitaires émis par les entreprises.
Les destinataires potentiels des rapports de développement durable étant nombreux, leurs intérêts très diversifiés, il existe un risque sur le patrimoine informationnel de l'entreprise, ainsi que sur une éventuelle mauvaise interprétation, volontaire ou non (voir biais cognitif) des informations diffusées. Rien n'empêche au demeurant ces destinataires de recouper l'information lors de son appropriation et d'interroger directement les entreprises sur certains points obscurs ou insuffisamment renseignés. Le récepteur passe alors en mode émetteur dans l'interactivité des parties prenantes qui est revendiquée par ailleurs dans la gouvernance de la RSE.
L'élément RSE représente 9 % de l'information publiée par les sociétés cotées indique l'Autorité des Marchés Financiers fin 2013. L'autorité financière estime toutefois que les sociétés doivent adopter une démarche plus pragmatique dans leur manière de communiquer sur la RSE (hiérarchie des informations).

## Aspects juridiques de la RSE

### À l'échelle internationale
La RSE demeure avant tout un concept de soft law qui ne peut a priori engager directement la responsabilité juridique de l'entreprise, personne morale puisqu'elle repose sur une approche volontaire. La doctrine observe cependant que la force contraignante de la RSE en tant que concept parapluie peut apparaître en termes de hard law, dès lors que la RSE fait référence à une obligation résultant du droit des traités, de la loi, voire se voit confirmée par le juge comme une obligation unilatérale qui lie son auteur, l'entreprise en l'occurrence.
En Europe, le Danemark est le premier pays à avoir imposé un reporting environnemental à ses grandes entreprises comme une obligation légale incontournable, l'intégrant ainsi dans le droit positif. La France a fait de même (voir infra). Le Royaume-Uni et la Belgique pourraient modifier également leur droit des sociétés en introduisant une exigence identique de RSE dans la documentation de leurs actionnaires.

Le Parlement européen, dans son dernier débat de mars 2007 sur la RSE à la suite de la communication 2006 de la Commission sur le sujet, a souhaité une modification de la directive droit des sociétés dans ce sens. Comme le rappelle le point 27 de sa résolution : 

« [le Parlement] rappelle à la Commission que le Parlement l'a invitée à présenter une proposition de modification de la quatrième directive 78/660/CEE du Conseil du 25 juillet 1978 fondée sur l'article 54 paragraphe 3 sous g) du traité concernant les comptes annuels de certaines formes de sociétés (18) (quatrième directive sur le droit des sociétés) visant à inclure les informations sociales et environnementales à côté des informations financières. »

Un projet de directive de la Commission européenne du 23 février 2022 irait dans le sens d'un durcissement des contraintes pour les entreprises de l'Union européenne de plus de 500 salariés réalisant plus de 150 millions d'euros de chiffre d'affaires net, ainsi que pour celles de plus de 250 salariés et 40 millions de chiffre d'affaires dont la moitié des revenus est issue d'un secteur jugé à risque (le textile, l'agroalimentaire, le secteur extractif) et pour des sociétés étrangères, actives dans l'UE, selon des critères similaires. Cette directive vise à renforcer l'implication des entreprises dans les atteintes aux droits humains et à l'environnement. La proposition de directive devrait avoir une incidence sur le devoir de vigilance, instauré par le droit national en mars 2017.
La « communication RSE » en date du 25 octobre 2011 témoigne également de l’importance de l’intégration de la RSE au niveau européen. Cette communication reflète un changement de position de l’exécutif européen qui vient abandonner l’intérêt porté à l’approche essentiellement volontaire de la RSE. Ainsi, l’exécutif européen s’est tourné vers des mesures ayant une portée contraignante.
Par ailleurs, des résultats issus du “baromètre international” de 2023 « responsabilité sociétale des entreprises : où en sont les organisations ?» (enquête menée par le groupe Cegos), attestent d’une augmentation de la mobilisation au regard de la RSE, mais également d’une réelle prise de conscience des défis de la RSE avec 85% des salariés et 98 % des responsables qui voient cette dernière comme un défi majeur pour les entreprises. Le baromètre relève toutefois que l’engagement autour du développement durable est en dessous des enjeux attendus. Seulement 33 % des salariés considèrent que l’implication, dans le domaine de RSE, de l’organisation dans laquelle ils se trouvent, répond aux attentes des enjeux mondiaux d’aujourd’hui.
Il est possible de faire un rapprochement de la RSE avec la mise en place progressive des normes européennes concernant le « European Sustainability Reporting Standards » ainsi que la directive « CSRD » 2022/2464 du 14 décembre 2022 venant produire des obligations nouvelles dans le domaine social. Des nouvelles obligations de publication des données concernant la durabilité ont été mises en place par le droit comptable de l’Union européenne, notamment dans le domaine social. Ces données de durabilité regroupent essentiellement les risques, les conséquences et les perspectives des entités concernées dans le domaine « ESG ». Il s’agit par exemple des grandes sociétés européennes.

### En France, obligation légale d'information
À l’origine, en France, la notion de responsabilité sociétale des entreprises constitue une notion faiblement juridique et ainsi faiblement contraignante. L’étendue de sa responsabilité ne se limite pas à une responsabilité réglementaire et juridique, mais va au-delà et doit s’insérer dans un ensemble de performance au sein de l'entreprise. Il est alors possible de considérer que l’entreprise doit s’engager dans sa communauté, dans les diverses relations externes impliquées dans le fonctionnement de l’entreprise (fournisseurs ect), mais également inciter les acteurs à participer à la conservation de l’environnement.
En France, la loi Grenelle I et surtout la loi Grenelle II (respectivement adoptées en 2009 et 2010, et issues du processus du Grenelle de l'environnement de 2007) renforcent fortement les devoirs des entreprises et les exigences de publication en matière de RSE et de responsabilité environnementale ou sociétale, en l'étendant aux sociétés non cotées, et avec une volonté de transparence, vérifiabilité, certification par un « tiers indépendant ». La loi vise aussi une comparabilité des rapports par des méthodes communes de calcul et d'évaluation. Des sanctions sont prévues pour les entreprises ne répondant pas aux exigences de la loi. Un décret doit préciser le contenu et les modalités du reporting et des contrôles et sanctions éventuelles.
La notion « d’intérêt social » inscrite à l’alinéa 2 de l’article 1833 du code civil fut instituée le 22 mai 2019 par la loi « PACTE ». Ce dernier évoque l'intérêt social en prenant en compte les aspects environnementaux et sociaux de la société . Ainsi, le terme « d’intérêt social » regroupe les préoccupations environnementales et sociales dans la gérance de l’entreprise. Cette notion reste toutefois abstraite. En effet, il n'existe pas de définition légale de la notion d'intérêt social. Les auteurs ont tenté d'apporter de différentes manières une définition. Pour certains, il s'agit d'une notion large qui rejoint la conception d'intérêt de l'entreprise et ainsi l'intérêt des personnes ayant un revenu ou une visée économique de l'entreprise. D'autres, considèrent que la notion d'intérêt social est plus stricte et vise ainsi l'intérêt des associés.
Dans un même sens, comme vu précédemment, le droit des sociétés fait également état de mécanismes autour de la responsabilité sociétale des entreprises à l’article L.225-102-1 du code de commerce.

## Aspects opérationnels de la RSE: questions de fond
La mise en œuvre opérationnelle de la responsabilité sociétale dans les entreprises est redoutablement complexe. Elle pose plusieurs questions de fond, dont voici les grandes lignes.

### Aspects communication
Les entreprises peuvent être tentées d'adopter une stratégie de communication superficielle, et ne pas traiter les risques en profondeur. Cette attitude peut être dangereuse en cas de menaces avérées. La bonne attitude consiste à faire une veille sur les informations environnementales, à les traiter dans un processus d’intelligence économique et de gestion des connaissances, puis à communiquer.
Pour d'autres, la RSE est une nouvelle forme de communication manipulatrice et cynique à bon compte des entreprises : la seule raison pour laquelle les entreprises mettraient en place des projets de RSE serait une raison utilitaire, avec un bénéfice commercial dans l'amélioration de leur réputation auprès du public et des gouvernements.
Si la communication est faite sans structuration préalable des informations, cela peut discréditer l'entreprise.
Des territoires mettent également ce concept de responsabilité environnementale, économique et sociétale au cœur de leur stratégie de communication: L'exemple du Conseil Départemental des Vosges avec Evodia.

### Aspects culturels
La mise en œuvre de la RSE demande de changer certains référents sur l'attitude par rapport aux risques, notamment écologiques et industriels. Certaines mentalités peuvent avoir tendance à biaiser ce type d'approche : on va alors constater des comportements de type sophisme, biais cognitif, ou biais culturel. En psychologie sociale, les résistances rencontrées correspondent à des mèmes.
Les aspects culturels sont d'autant importants que la RSE s'applique à une échelle transnationale.

### Aspects éthiques et juridiques
La complexité du droit est une difficulté.
Les questions qui se posent sont :
- Quelle éthique des affaires ?
- Comment s'articulent les éléments du droit relatifs au droit des affaires ?
- Adaptation du droit de l'informatique, en particulier les règles de confidentialité pour la diffusion d'informations sur internet sont encore peu explorées.
- Questions de sécurité juridique.
- Engagements de responsabilité, notamment en termes de responsabilité civile et pénale.

### Aspects macroéconomiques et financiers
La mise en œuvre de programmes transversaux dans l'ensemble des entreprises nécessite d'appliquer des normes, qui touchent à la structure du droit, à l'économétrie (comptabilité nationale), à la finance de marché, notamment. Cette mise en œuvre peut s'avérer complexe, et ne pas dépendre exclusivement de l'entreprise. Les aspects institutionnels sont très importants.
La RSE peut aussi être liée au concept d’investissement socialement responsable (ISR),. L'ISR est l'application des principes du développement durable aux placements financiers. En 2013, l'Association Française de la Gestion financière (AFG), qui réunit les acteurs du métier de la gestion, et le Forum pour l'investissement responsable (FIR) qui réunit les acteurs de l'ISR, ont donné une définition précise de l'ISR qui est la suivante :

« L'ISR (Investissement Socialement Responsable) est un placement qui vise à concilier performance économique et impact social et environnemental en finançant les entreprises et les entités publiques qui contribuent au développement durable quel que soit leur secteur d'activité. En influençant la gouvernance et le comportement des acteurs, l'ISR favorise une économie responsable. »

Pour certains, l'ISR est même « la déclinaison financière et spéculative du développement durable ».
Les investisseurs qui proclament cette démarche — banques, établissements financiers et autres fonds financiers (retraite, épargne salariale, etc.) — définissent généralement leurs propres engagements en matière de RSE avec une communication RSE spéciale.
L'interaction entre les concepts de RSE et de l'ISR, tant du côté de l'entreprise qui fait appel à l'épargne que du côté de celui qui apporte cette épargne publique réside essentiellement dans leur convergence conceptuelle qui reste à démontrer au cas par cas.

### Aspects management
La mise en œuvre de la RSE nécessite une approche transversale et horizontale, donc une certaine culture stratégique au sein des entreprises. Les directions fonctionnelles de marketing, de ressources humaines, de comptabilité, financière, mais aussi stratégique sont amenées à faire une lecture du développement durable et dérouler un plan qui favorise la RSE à travers leur spécialité. On constate néanmoins en pratique une fragmentation des visions, responsabilités et actions entre les qualiticiens (normes), les responsables de la veille ou de l'intelligence économique, les risk managers, les responsables des programmes de gestion des connaissances, les organisations de maîtrise d'ouvrage des systèmes d'information, les juristes, les responsables de la communication, etc. Organiser ce type de programme est très complexe et suppose une coordination hors pair du responsable RSE ou développement durable de l'entreprise qui s'engage par des actions concrètes et vérifiables.
La dimension ressources humaines de la RSE nécessite, pour certains auteurs, une révolution culturelle qui passe par une prise en compte de la vulnérabilité des salariés. Il s'agit non seulement d'en prendre la mesure, mais aussi de valoriser le parcours de ces personnes.
Pour les directions achat des entreprises ou des établissements publics, la RSE pose également des difficultés culturelles et temporelles. Il faut passer d'une logique d'appels d'offres réguliers (avec changement de fournisseur) à une logique de relation de collaboration à long terme. La plateforme PEAK a lancé un programme de recherche pluriannuel pour développer des outils qui aideront les acheteurs à s'engager dans une démarche RSE.

### Aspects souveraineté
Dans les secteurs de l'énergie et de l'environnement, ou dans d'autres secteurs de souveraineté, qui sont les principaux concernés, la mise en œuvre de la RSE est délicate du point de vue des enjeux de communication.
La norme ISO 26000 pourra potentiellement constituer une grille de références à l'analyse de l'action opérationnelle de l'entreprise comme de toute autre organisation au-delà de l'analyse des performances économiques, sociales et environnementales suivies dans le cadre des indicateurs du rapport développement durable lorsque celui-ci existe.

### Aspects formations
La formation à la RSE est par essence transverse à l'ensemble des fonctions de l'entreprise. Depuis quelques années, les universités et les grandes écoles françaises proposent des formations généralistes comme spécialisées. Celles-ci sont notamment axées sur les aspects Reporting du développement durable (rapports d'activité extra-financiers avec indicateurs de suivi et de résultat), Ressources humaines (gestion de la diversité, lutte contre les discriminations, climat de travail), et Éthique (déontologie des affaires, chartes éthiques). De par l'éventail et la transversalité des sujets abordés, les programmes se situent de façon générale au niveau Master(bac +4/bac +5).

### RSE à double face
La RSE est à découvrir au sein de chaque entreprise. Comme un Janus à double face, la RSE est paradoxale : certains acteurs ont tendance à créer un double langage entre discours et réalité alors que pour d'autres, elle constitue un engagement réel parce que volontairement soumis à des formes d'audits externes ainsi qu'au débat avec les parties prenantes. Cette seconde attitude serait pour certains auteurs une condition de survie pour les entreprises dans un environnement global et compétitif.

#### Paradoxe créé par le double langage de certaines entreprises
(juin 2019).
Si vous disposez d'ouvrages ou d'articles de référence ou si vous connaissez des sites web de qualité traitant du thème abordé ici, merci de compléter l'article en donnant les références utiles à sa vérifiabilité et en les liant à la section « Notes et références ».
Certains exemples de paradoxes sont rapportés par les médias. Un « paradoxe » survient quand d'un côté, une société s'engage dans une action de RSE, prend, par exemple, des engagements concernant le développement durable tandis que de l'autre côté, des révélations accusatrices et circonstanciées au sujet de ses pratiques émergent au grand jour.
Certaines ONG comme Christian Aid ont clairement dénoncé des abus de la part de certaines grandes multinationales dans certaines parties du monde.
Par exemple aux États-Unis, McDonald's illustre ce comportement paradoxal. Société emblématique qui a toujours souhaité affirmer ses engagements économiques, sociaux, voire environnementaux, cette société a été critiquée pour des pratiques d'affaires non éthiques. Lors du traitement de l'affaire McLibel par la justice britannique, celle-ci a confirmé certaines plaintes pour mauvais traitement des travailleurs, publicité abusive et traitement cruel des animaux. Le 15 février 2005, la Cour européenne des droits de l'homme a tranché en faveur de Helen Steel et Dave Morris (deux militants écologistes) dans leur bras de fer avec McDonald's dans l'affaire du McLibel. L’avocat du duo a déclaré :

« La Cour européenne des droits de l'homme a considéré que des violations des droits de l’homme avaient été commises à leur encontre – qu’il y avait eu une iniquité procédurale dans l’affaire et que les procédures adoptées n’étaient pas équitables. »

Wal-Mart est également un exemple saisissant de double langage en matière de RSE avec de lourds contentieux dans le domaine social.
De même, une société européenne comme Shell a largement participé en tant que pionnier « porte-drapeau » de la RSE mais en manquant pourtant en 2004 de rapporter à ses actionnaires une évaluation fiable de ses stocks pétroliers qui fondait sa valeur comptable.
Autre illustration, la manière dont on demande un reporting international sur l'ancrage territorial, avec des groupes de travail composés en vaste majorité d'entreprises et d'ONG, sans aucune participation d'élus régionaux, pose la question de la légitimité de l'information telle qu'elle est maniée par l'entreprise à des fins de communication.

#### Trahison de ses engagements RSE et risque de réputation (risque systémique potentiel)
L'engagement de l'entreprise en matière de RSE l'oblige à être plus transparente dans le contrat social qu'elle a avec les autres acteurs. Elle crée sa propre épée de Damoclès, d'autres auteurs ont évoqué un « risque mortel » par la médiatisation de ses actions.
À défaut d'honorer cet engagement, elle prend un risque médiatique de réputation, voire de confiance par un effet de « boomerang ». Ce risque viendra en cas d'abus manifeste tôt ou tard se rappeler avec force au bon souvenir de tous ceux qui souhaiteraient à mauvais escient manipuler les autres parties prenantes et les actionnaires en premier lieu. La sanction juridique peut se doubler d'une sanction boursière plus rapide et redoutable et saper in fine la réputation chèrement et patiemment acquise (sanction médiatique).
Une RSE « paradoxale » se paiera « cash ». Enron et Parmalat sont deux contre-exemples emblématiques qui démontrent dans le seul compartiment de la RSE relatif à la gouvernance d'entreprise (ou gouvernement d'entreprise) des deux côtés de l'Atlantique, l'issue fatale de tentatives de manipulations qu'il s'agisse d'un capitalisme libéral ou familial, américain ou européen.

#### RSE et salariés
Béthoux, Didry et Mias (2007) mettent en évidence une autre dimension de la responsabilité sociale des entreprises, celle des salariés. À partir de l’analyse de « codes de conduite », ils soulignent, en effet, que les salariés sont au cœur de ces codes, soit comme destinataires, dans le cas de la référence aux droits fondamentaux de l’OIT (1998), soit comme acteurs de leur mise en œuvre, soit comme menace à l’égard des actifs de l’entreprise considérés comme propriétés des actionnaires (shareholders).
Comme destinataires, les salariés visés sont principalement les salariés des entreprises sous-traitantes en contrat avec de grands groupes multinationaux.
Comme acteurs de la responsabilité sociale, les salariés visés sont les salariés de ces grandes firmes multinationales chargés de rapporter les abus pouvant engager la responsabilité de l’entreprise, à travers, par exemple, la création de lignes téléphoniques anonymes. Comme menaces pour l’intégrité de l’entreprise, les salariés peuvent émettre des revendications sur la propriété des découvertes auxquelles ils ont participé ou encore être à l’origine de conflits d’intérêts (népotisme, corruption).
Ce regard sur les codes de conduite recensés par l’OIT fait donc apparaître la responsabilité sociale de l’entreprise sous un jour différent, en dégageant l’intérêt des actionnaires (shareholders) à se conformer à des principes moraux, mais aussi en faisant apparaître l’ensemble des salariés concernés par ces engagements de l’entreprise. Ainsi, ces codes de conduite comme manifestation de la responsabilité sociale de l’entreprise contribuent à définir le champ d’action de l’entreprise à l’échelle mondiale, c’est-à-dire la firme multinationale elle-même comme collectif de salariés (intégrant la sous-traitance) contribuant la réalisation de ses produits.

### Défis clefs
Parmi les défis clefs que doit affronter la RSE :
- La règle implicite des affaires qui veut que les cadres dirigeants s'empêchent de s'impliquer dans une activité qui pourrait réduire les profits.
- Pour certains, telle ou telle des parties prenantes peut se trouver en position dominante et privilégier ses objectifs propres.
- Les mécanismes habituels sont prévus pour gérer le problème essentiel des agents économiques, telle la vision comptable, les stocks options, l'évaluation des performances, l'attribution de compensations liées ainsi que tous les autres mécanismes qui visent à accroître leur suivi aux actionnaires.

Pour cela, il devient évident que la démarche de RSE peut seulement se réaliser en règle générale dans ses volets à caractère social et environnemental, sous réserve que cette démarche n'empêche les profits ; d'où le slogan RSE, doing well by doing good (réussir en faisant le bien). Cela suppose que les ressources dispensées en matière de RSE doivent avoir un retour sur investissement plus élevé que d'autres ressources qui pourraient produire un tel rendement par d'autres manières et qui sont d'autant de stratégies fréquemment suivies (par exemple, investissement en capital, productif, lobbying en matière fiscale, sous-traitance, externalisation off-shore, lutte contre les mouvements syndicaux, risques réglementaire ou de marché").
Les dernières études sur l'attendu des dirigeants montrent la nécessité de bien valoriser la démarche en démontrant le retour sur investissement (ROI).

## Mise en œuvre à travers l'analyse des parties prenantes

### Identification des parties prenantes
La mise en œuvre de la responsabilité sociétale dans une entreprise demande d'identifier les parties prenantes (stakeholders), concept-clé de la RSE. En effet, la théorie des parties prenantes (stakeholder theory en anglais) fournit un cadre particulièrement approprié pour modéliser la RSE dans l'entreprise.

### Classification des parties prenantes
On choisira l'une des classifications de parties prenantes, comme la classification selon les frontières juridiques ou organisationnelles de Freeman, Harrison et Wicks (2007). Ceux-ci ont fait la distinction entre les parties prenantes primaires et les parties prenantes secondaires. Cette typologie, couramment utilisée, comprend :
- les parties prenantes internes (salariés, syndicats, etc.) ;
- les parties prenantes externes primaires (fournisseurs, clients, banques/assurances, communautés, etc.) ;
- les parties prenantes externes secondaires (gouvernements, concurrents, associations de consommateurs, médias, groupes de particuliers).

### Analyse des parties prenantes
On analysera les différentes parties prenantes selon leurs attributs :
- le pouvoir est la capacité (exprimée ou potentielle) d'un acteur à imposer sa volonté aux autres ;
- la légitimité est l'appréciation, par les autres acteurs, que l'action du premier est désirable, convenable ou appropriée en fonction des systèmes de normes, valeurs, croyances et définitions socialement construits ;
- l'urgence est le sentiment, par l'acteur lui-même, que sa propre demande est pressante ou importante.

Ces trois critères permettent de classer les parties prenantes en huit catégories, selon le nombre d'attributs concernés, et permet de hiérarchiser les priorités.

### Description des attentes (intérêts)
Pour chacune des parties prenantes retenues, on décrira les attentes ou les intérêts (traduction de l'anglais stake) vis-à-vis de l'entreprise.
On pourra reprendre l'exemple proposé par Xavier Pavie, en adaptant la liste des parties prenantes et le détail des attentes au contexte de l'entreprise.

## Couplage RSE / développement durable

### Deux concepts qui se rejoignent au seuil duIIIemillénaire
Jusqu’aux années 1990, les concepts de RSE et de développement durable ont suivi des trajectoires séparées et parallèles ; l’un véhiculé principalement par des universitaires américains (courant Business ethics) à partir des années 1960 et des entreprises pionnières (regroupées au sein de l’association Business Social Responsibility) ; l’autre né dans les milieux scientifiques de l’Union internationale pour la conservation de la nature (UICN) également dans les années 1960, s’appuyant sur les idées de quelques économistes hétérodoxes de l’époque (en particulier Ignacy Sachs et son concept d’écodéveloppement), popularisé en 1987 par le rapport Brundtland.
En 1992, le concept de développement durable trouve sa consécration mondiale à la conférence des Nations unies pour l’Environnement et le Développement de Rio de Janeiro.
Pendant la période 1987-1997, le processus d’institutionnalisation du lien entre RSE et développement durable sera poussé par des « entrepreneurs institutionnels », Stephan Schmidheiny avec le WBCSD et John Elkington avec SustainAbility, font émerger le lien entre RSE et développement durable. C’est durant cette période que se mettent en place les déterminants : discours et influence sur les instances internationales, théorisation d’une part, proposition d’outils d’autre part.

### Participation des multinationales au sommet de la Terre de Rio (1992)
Stephan Schmidheiny, homme d’affaires suisse, à la tête d’un grand groupe diversifié, a mis en œuvre, à partir des années 1980, une politique de RSE fondée sur la philanthropie. Lors de conférences sur son expérience, il rencontre le secrétaire général des Nations unies, Koffi Annan, qui lui confie la responsabilité de constituer un groupe « Industrie » pour le sommet de Rio de 1992. Il regroupe, dans le Business Council for Sustainable Development (BCSD), 50 grandes multinationales européennes, japonaises et nord-américaines pour représenter les entreprises lors de ce sommet. S. Schmidheiny et BCSD vont avoir une influence significative lors de la conférence de Rio ; par exemple, dans l’article 30 de l’Agenda 21, les bonnes pratiques de certaines grandes entreprises pionnières, « des entrepreneurs éclairés », sont mises en avant pour démontrer leur contribution au développement durable. BCSD et S. Schmidheiny présentent les bases de la conception de leur responsabilité (essentiellement environnementale) dans un ouvrage largement diffusé : Changing Course : a global business perspective on development and the environment [1992]. Le BCSD s'élargit en 1995 pour devenir le WBCSD (World Business Council for Sustainable Development).

### Triple performance
John Elkington forge en 1994 le modèle de la Triple Bottom Line (triple performance en français), directement transposé de l’approche des trois piliers du développement durable, dans un article où il définit le triple gain a win-win-win business strategy for sustainable development. Il est très influencé dans sa démarche par le World Business Council for Sustainable Development (WBCSD). En 1997, il développe ce concept de Triple Bottom Line dans l'ouvrage Cannibals with forks: the triple bottom line 21st century, dans lequel il affirme la nécessité d’évaluer les résultats des entreprises en fonction des trois critères : économique, environnemental et social. L'intégration des trois dimensions sociale, environnementale et économique, qui était à la base du rapport Brundtland fut traduite par SustainAbility en 1995 par « People, Planet, Profit » (3P ; People pour le social, Planet pour l'environnement, Profit pour l'économique), dans le titre du premier rapport de développement durable de Shell. À partir de 2001-2002 en Europe, la RSE est définie comme la prise en compte du développement durable par les entreprises ; l’ensemble des outils de pilotage est structuré à partir de la « Triple Bottom Line ».
Dans un article de 2018, John Elkington dresse une analyse critique de la Triple Bottom Line, expliquant qu'elle a favorisé le développement d'une soutenabilité faible, pouvant conduire à un alibi pour l'inaction.
En opposition à l'approche de la Triple Bottom Line, existent aussi des perspectives sur la performance globale sur des bases en soutenabilité forte, comme celle de la Triple Depreciation Line (CARE).

## Sensibilisation des employés au enjeux du changement climatique
Certaines entreprises françaises ont annoncé un partenariat avec l'association La fresque du climat pour proposer un atelier à leurs employés à travers le monde, visant à les sensibiliser aux mécanismes du changement climatique. Les premières entreprises ont été en 2020 Suez  et EDF.

## Application opérationnelle dans un programme transverse
La mise en œuvre d'une démarche de RSE / développement durable dans une entreprise est un processus complexe, qui engage toutes les fonctions de l'entreprise. Il s'agit de mettre en place une gestion de programme transverse, avec des correspondants dans les principales entités de l'organisation, en impliquant les parties prenantes dans un modèle économique durable. Nous donnons ci-dessous quelques exemples de domaines d'application particulièrement concernés par la mise en œuvre d'une démarche de développement durable ou de responsabilité sociétale.
Pour chaque domaine de l'entreprise, on veillera à bien définir les parties prenantes impliquées et leurs attentes.

### Le rôle du PDG et des dirigeants dans la RSE
Selon différents acteurs du champ de la RSE le rôle du PDG est indispensable. Toutefois, cette vision est à modérer puisque pour mener à bien une politique RSE ce sont tous les collaborateurs de l’entreprise qui y concourent. L'adoption des principes de la Responsabilité Sociétale des Entreprises (RSE) devient de plus en plus essentielle pour les entreprises qui s'engagent de manière croissante dans des pratiques respectueuses des enjeux sociaux et environnementaux. Un des moteurs clés de cette évolution est le rôle décisif des dirigeants, en particulier celui du Président-Directeur Général (PDG), dont l'implication est cruciale pour garantir la mise en oeuvre durable de la RSE au sein de l'entreprise.
Le gouvernement a mis en place un portail RSE qui permet aux entreprises de procéder à une simulation des règlementations à laquelle elles sont soumises. Le portail RSE a pour ambition d'accompagner les entreprises sur trois points : 
1. Les informer sur leurs règlementations RSE applicables grâce à l'outil de simulation
2. Piloter les déclarations extra-financières afin de remplir les déclarations directement sur la plateforme
3. Faciliter le reporting extra-financier pour obtenir des déclarations pré-remplies avec les données déjà disponibles au sein de l'administration [110]

Pour qu'une démarche RSE soit véritablement intégrée dans le fonctionnement d'une organisation, il est indispensable que le PDG prenne une position explicite en faveur de ces principes, affirmant publiquement son engagement. Sans un soutien actif et volontariste de la part des dirigeants, aucune politique de RSE ne peut s'implanter de manière durable. De manière générale, tout changement majeur dans une entreprise nécessite un signal clair de la direction, indiquant son soutien à cette transformation.
La RSE étant intrinsèquement liée à des valeurs morales et éthiques, son introduction au sein de l'entreprise repose sur plusieurs éléments fondamentaux que le PDG doit prendre en compte : 
- L'adhésion aux valeurs fondamentales de l'entreprise
- La cohérence de la stratégie avec ces valeurs
- La volonté de promouvoir des pratiques responsables dans toutes les activités de l'entreprise, dans chaque pays où elle opère

Cette orientation doit être efficacement communiquée en interne, afin que chaque collaborateur puisse s'approprier la démarche et contribuer à l'intégration de la RSE dans la culture organisationnelle. Par ailleurs, il est essentiel que cette vision soit également relayée dans les échanges avec les parties prenantes externes (fournisseurs, sous-traitants, clients...), afin de garantir une cohérence dans l'ensemble des interactions de l'entreprise.

### Établir un plan d'action et des objectifs à moyen terme en Responsabilité Sociétale des Entreprises (RSE)

#### Une approche à long terme face aux impératifs du court terme
La Responsabilité Sociétale des Entreprises (RSE) implique une perspective de long terme car les effets néfastes des pratiques non responsables, tels que l'émission de gaz à effet de serre, la production de pesticides nuisibles à la biodiversité ou la mise en danger de la santé des employés, ne sont souvent perceptibles que sur des périodes étendues (des années ou des décennies). Cette temporalité est en contraste avec le rythme habituel de l'entreprise, souvent marqué par des rapports mensuels, trimestriels ou des plans stratégiques sur 3 à 5 ans. Ainsi, les entreprises engagées dans une démarche RSE se trouvent confrontées au défi de concilier ces deux horizons temporels. Elles doivent poser de objectifs à moyen terme tout en gardant une vision à long terme de leur responsabilité globale, et pouvoir mesurer leurs progrès de manière tangible.

#### Objectifs à court terme: des "victoires rapides"
Pour avancer sur la voie de la RSE, il est essentiel pour l'entreprise d'obtenir des résultats rapides qui servent à la fois de moteurs de motivation pour les salariés et de preuves concrètes de l'efficacité de ses actions auprès des parties prenantes externes. Ces actions doivent être simples et avoir un impact visible dans le domaine de la RSE. Parmi les initiatives typiques à mettre en place à court terme, on peut citer : 
- La réduction de l'impact environnemental (instaurer le tri sélectif des déchets dans les bureaux par exemple)
- L'amélioration des conditions de travail des salariés (en instaurant des pratiques de prévention des accidents du travail et des maladies professionnelles)
- L'engagement dans des actions de soutien à des communautés locales, comme permettre à des employés de participer à des initiatives bénévoles au sein d'associations à but humanitaire ou caritatif.

#### Objectifs à moyen terme: alignement avec le plan stratégique
À moyen terme, la mise en place des objectifs RSE doit être guidé par le plan stratégique global de l'entreprise. Cela nécessite de répondre à trois questions clés : 
1. Que pensent les parties prenantes de la performance environnementale, sociale et économique de l'entreprise?
2. Quels sont les enjeux environnementaux, sociaux et économiques qui concernent l'entreprise?
3. Quelles ressources et compétences l'entreprise possède-t-elle pour faire face à ces enjeux?

Les réponses à ces questions, appliquées à la chaîne de valeur de l'entreprise permettront de définir les domaines d'action possibles et les opportunités spécifiques à l'entreprise. Cela servira de base pour un plan d'action structuré, avec des objectifs clairs et compréhensibles pour tous les acteurs de l'entreprise.

### Gouvernance
Les entreprises, dans le cadre de leurs programmes de développement durable, mettent en place des tableaux de bord, pouvant contenir selon les quatre types d'informations : environnementales, sociales, économiques et de gouvernance, jusqu'à une centaine d'indicateurs de gestion. Lorsque le tableau de bord contient des gains tangibles et non mesurables, on parle de tableau de bord prospectif.
Une obligation de reporting RSE a par ailleurs été imposée à certaines entreprises notamment à travers l´article L225-102-1 du code de commerce, produit de l'article 116 de la loi sur les nouvelles régulations économiques de 2001 et la loi Grenelle 2 de 2011. Sont concernées les entreprises suivantes :
- Entreprises (SA, SCA, SE) cotées en bourse ;
- Les SA, SCA et SE non cotées dont le chiffre d'affaires et le nombre de salariés dépassent respectivement 100 millions d´euros et 500 salariés ;
- Des entités comme les coopératives agricoles, les mutuelles d'assurance ou les établissements de crédit[113].

### Ventes et logistique
Les ventes et la logistique sont particulièrement affectées par les questions de développement durable. La fonction administration des ventes des entreprises est, en effet, responsable de la livraison au client final, qui fait appel le plus souvent au transport routier, fortement consommateur de produits pétroliers.

### Marketing
Il s'agit d'identifier les opportunités et les menaces dans le contexte d'une sensibilité accrue des consommateurs et du marché aux enjeux du développement durable, en accord avec les parties prenantes. Le marketing doit aussi véhiculer vers les autres domaines de l'entreprise les valeurs demandées par le marché. Certaines sociétés se contentent parfois d'opérations de communication plutôt que de vraiment changer le fonctionnement de l'entreprise ; on parle alors d'écoblanchiment (en anglais : greenwashing).
Élizabeth Reiss montre que les entreprises ont intérêt à créer des produits et des services responsables, parce que les clients le demandent, et parce ce que c'est rentable. Elle donne des pistes pour revoir les modes de production et de communication. L'entreprise peut dans certains cas y gagner en productivité et fidéliser ses équipes de salariés et ses clients.
Christophe Sempels et Marc Vandercammen analysent le comportement du consommateur responsable, et soulignent le rôle du marketing dans la mise en œuvre d'innovations durables et dans leur acceptation par les marchés. Ils cherchent à créer le lien entre une demande et une offre plus responsables, en passant d'une logique « produit » à une logique « service ».
Plusieurs programmes de fidélisation ayant pour but la modification des comportements de consommations au travers d'outils marketing ont vu le jour ces dernières années. C'est, par exemple, le cas de RecycleBank (en) aux États-Unis ou encore du programme Green Points en France. Ces types de programme utilisent le principe de prime pour motiver le consommateur à changer ses habitudes de consommation.

### Recherche et développement
Les caractéristiques du développement durable que sont les échelles temporelles et spatiales multiples, et l'interconnexion des problèmes, conduisent à des problématiques nouvelles de recherche et développement, à la recomposition de certains champs de recherche, et à l'apparition de nouvelles disciplines. La réponse aux demandes du développement durable passe par un accroissement des travaux de nature interdisciplinaire, entre sciences de la nature et sciences humaines et sociales. Il est nécessaire de structurer la recherche scientifique de manière plus fédérative, en organisant des institutions transversales et internationales. La demande d'expertise nécessite souvent la coopération de disciplines différentes. La recherche pour le développement durable nécessite de meilleures données, plus abondantes, et des outils plus performants dans le domaine de la modélisation et de la prospective. La recherche doit imaginer de nouvelles formes de coopération avec les autres acteurs, responsables politiques, entreprises, associations, syndicats, et autres composantes de la société civile.
Le marketing doit répondre à la question de savoir s'il faut investir dans le recyclage ou investir dans de nouveaux produits propres, ce qui impose des choix dans la recherche et développement. La recherche peut se faire dans des laboratoires de recherche internes aux entreprises, ou en partenariat avec des laboratoires publics, par exemple dans le cadre de pôles de compétitivité.
La recherche et développement peut avoir besoin d'outils de gestion des connaissances pour améliorer l'efficacité de ses recherches. Elle doit procéder à une veille technologique orientée vers des objectifs de développement durable.

### Aspects juridiques
Sur le plan règlementaire, le développement durable se traduit par un ensemble de textes juridiques, qui peuvent être établis soit au niveau européen (directives européennes), soit au niveau des États. Quelques exemples de règlements européens sont le règlement REACH sur les substances chimiques, ou la directive sur les déchets d'équipements électriques et électroniques (DEEE), pour ce qui concerne le pilier environnemental.
Au niveau des États, le droit environnemental et le droit social s'appliquent sur chacun de ces piliers environnemental et social (en France le code de l'environnement et le code du travail).
En France, outre la loi NRE (article 116), la Charte de l'environnement, les Grenelle I et Grenelle II déjà cités, les marchés publics, soumis à une réglementation stricte, peuvent intégrer des clauses environnementales et sociales, en vertu des articles L.2111-1 et L.2112-2 du code de la commande publique. Le code de la commande publique concerne les entreprises en tant que fournisseurs des organismes publics.
Les services juridiques des entreprises doivent procéder à une veille juridique, éventuellement pour les petites et moyennes entreprises (PME) avec l'aide des chambres de commerce et d'industrie.

### Achats
Le respect de critères environnementaux, sociaux, et économiques dans l'élaboration des produits d'une entreprise dépend non seulement de ses processus internes, mais aussi de la qualité des produits achetés auprès des fournisseurs de l'entreprise, des services inhérents à ces achats, en particulier le transport, ainsi qu'en amont de ceux-ci. La performance en matière de développement durable dépend donc de l'intégration progressive de la chaîne d'approvisionnement dans le référentiel de responsabilité sociétale des entreprises concernées. Il est nécessaire de revoir la stratégie achats (réduction des coûts, élimination des déchets, augmentation de l'efficacité énergétique, conservation des ressources), en faisant participer les partenaires fournisseurs de l'entreprise.
Gérer le développement durable dans les achats des entreprises, des organismes publics ou encore des collectivités locales peut se faire en tenant compte du coût global d'acquisition qui, outre le prix d'achat, intègre le transport des produits achetés, le dédouanement, les garanties, les coûts de stockage, l'obsolescence, les déchets générés lors de la production et en fin de vie.
L'engagement d'un plan d'action développement durable aux achats répond généralement à des arguments de quatre natures différentes :
- un argument citoyen, comme moyen d'action en vue de permettre aux générations du présent de répondre à leurs besoins sans compromettre la capacité des générations futures de répondre aux leurs ;
- un argument économique, relatif aux économies d'achat qui proviennent d'une meilleure conception produit ;
- un argument communication, relatif aux risques sur l'image (réputation) ;
- un argument légal, consistant en la réponse aux obligations règlementaires (code de la commande publique dans le secteur public en France).

### Finance
La mise en œuvre d'une politique de développement durable dans les entreprises dépend largement de l'utilisation des ressources de l'entreprise. Ces ressources peuvent être des actifs physiques (immobilisations au sens classique du terme), mais aussi des actifs immatériels (immobilisations incorporelles) ou tout simplement des ressources humaines, c'est-à-dire des salariés et des partenaires de l'entreprise.
L'atteinte des objectifs de développement durable dépend en grande partie de la façon dont les entreprises vont orienter l'action de l'ensemble de ces ressources (employés, parties prenantes, organisation…). Des réflexions apparaissent sur de nouvelles méthodes d'estimation de la valeur financière des entreprises à travers la notion de capital immatériel.
Les actifs financiers que sont les investissements socialement responsables (ISR) permettent d'orienter les portefeuilles de valeurs financières vers des actifs qui respectent des critères à la fois environnementaux, sociaux et économiques. L’ISR a une vision à long terme de nature à donner des résultats meilleurs que ceux des sociétés qui agissent dans la perspective d'objectifs financiers à court terme. Selon une définition officielle donnée en juillet 2013 par le Forum pour l'investissement responsable (FIR), association réunissant les acteurs de l'ISR en France, et l'Association française de la gestion financière (AFG), association des acteurs du métier de la gestion, « L'ISR est un placement qui vise à concilier performance économique et impact social et environnemental en finançant les entreprises et les entités publiques qui contribuent au développement durable quel que soit leur secteur d'activité. En influençant la gouvernant et le comportement des acteurs, l'ISR favorise une économie responsable ».
L’ISR est encore trop récent et le recul insuffisant pour le vérifier de façon tangible et assez large, mais l’observation des fonds ISR les plus anciens laisse penser que leur rentabilité est comparable, voire parfois meilleure que celle des autres fonds.
Il faut également signaler le développement de toute une branche de la finance, la finance du carbone, liée aux enjeux des gaz à effet de serre. Le projet Bluenext s'inscrit dans ce type d'activités.
Durant le mois de janvier 2019, seize très grandes entreprises européennes (ENEL, EDF, ENGIE, EDP, Ferrovie dello Stato Italiane, Iberdrola, Icade, Ørsted, RATP, SNCF Réseau, Société du Grand Paris, SSE, Tennet, Terna, Tideway, Vasakronan) lancent le Corporate Forum on Sustainable Finance, un réseau tourné vers le développement d'outils du financement vert.

### Systèmes d'information, numérique

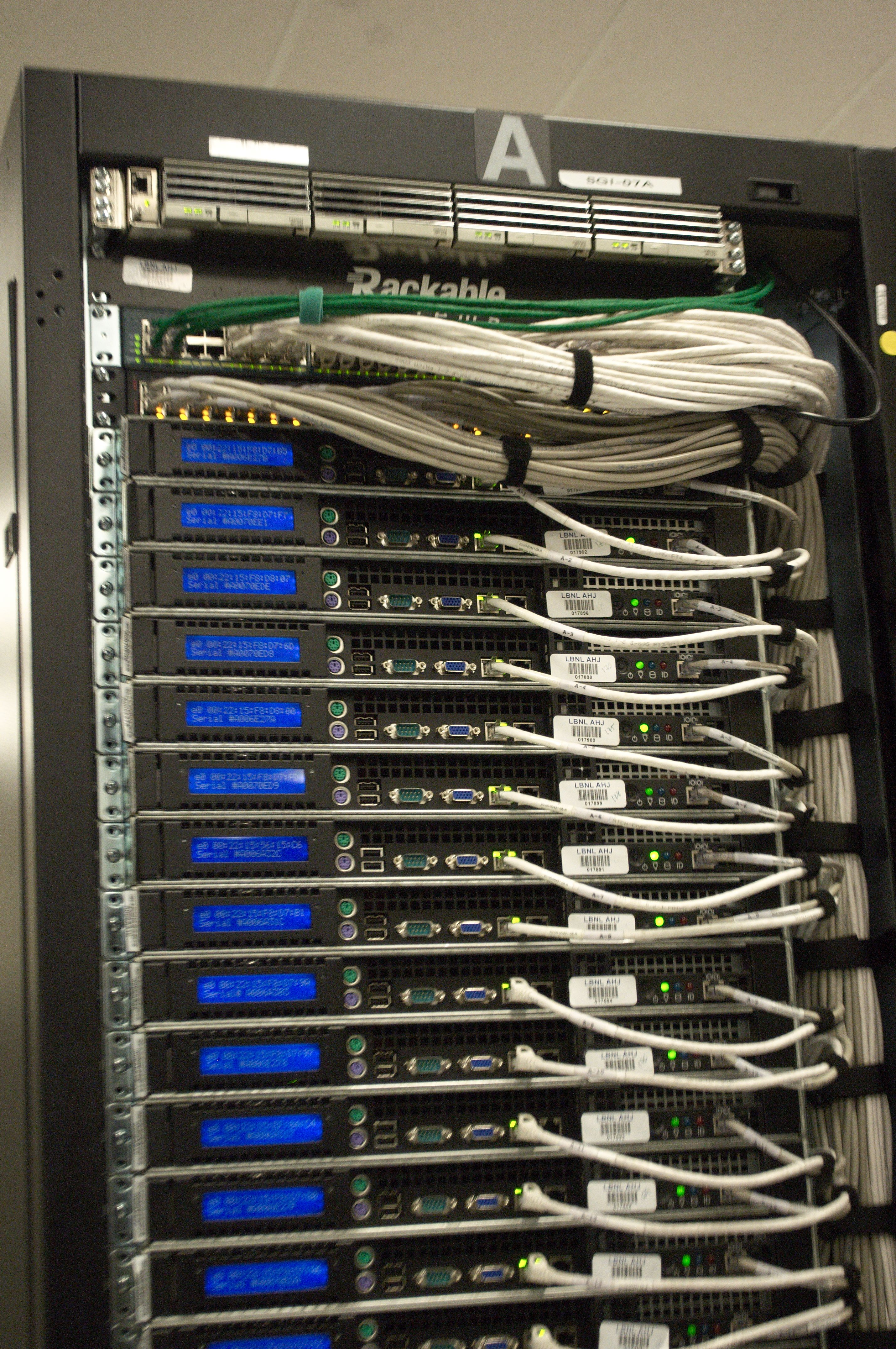
Centre de stockage des données.

Il existe une croyance selon laquelle l'informatique serait « virtuelle » ou « immatérielle ». Dans les faits, le « zéro papier » est « un mythe ». Une analyse qualitative des avantages et des inconvénients de la dématérialisation du point de vue du développement durable montre en effet que les choses ne sont pas si simples. En particulier, ce processus n'améliore pas la qualité environnementale des produits.
L'informatisation massive de l'économie depuis une cinquantaine d'années, que l'on appelle aujourd'hui en France transformation numérique, nous a fait passer dans une économie de l'« immatériel », dans laquelle l'augmentation des flux de gestion pilotés par l'informatique s'est accompagnée d'une augmentation parallèle des flux de biens marchands, donc des quantités de ressources naturelles consommées, comme le montre Jean-Marc Jancovici.
La transformation numérique concerne de plus en plus des usages de particuliers. Elle s'accompagne d'un impact environnemental important correspondant, selon un rapport de l'association française The Shift Project publié en octobre 2018, à 3,7 % des émissions de gaz à effet de serre mondiales, soit plus que le trafic aérien. Selon un rapport de juillet 2019 de la même association, la vidéo en ligne, ou streaming vidéo, représente à elle seule 1 % des émissions de gaz de effet de serre mondiales. Selon Frédéric Bordage (GreenIT), la multiplication exponentielle des objets connectés (internet des objets) est la principale responsable de l'impact environnemental du numérique au tournant des années 2020.
Concilier développement durable et systèmes d'information n'est pas aisé, car les systèmes d'information ne sont généralement pas pensés pour le long terme. Tant les matériels que les logiciels sont généralement conçus pour une durée d'utilisation de quelques années. D'autre part, les systèmes d'information d'entreprise ont été conçus selon une logique essentiellement comptable et financière. Ils se sont structurés autour de la comptabilité générale, avec des progiciels de gestion intégrés, et ils ont longtemps ignoré les critères extra-financiers du développement durable. Les éditeurs de progiciels de gestion intégrés proposent des offres de mise en conformité réglementaire.
Les initiatives actuelles sur l'application des principes de développement durable en informatique concernent le plus souvent le matériel informatique proprement dit (recyclage et consommation électrique). Il existe une certification internationale pour les équipements, la certification TCO, ainsi qu'une directive européenne sur les substances dangereuses, la directive RoHS. L'informatique durable (green IT en anglais) se concentre essentiellement sur les bonnes pratiques portant sur le matériel informatique.
Plus fondamentalement, le développement durable pose de nouveaux défis : faire face à l'augmentation des connaissances, gérer une nouvelle relation avec les clients, respecter des réglementations de plus en plus complexes. Pour cela, il est nécessaire de restructurer les systèmes d'information selon une nouvelle architecture : celle du système d'information durable, combinant gestion des données de référence (MDM), système de gestion de règles métier (BRMS) et gestion des processus métiers (BPM).
L'application aux processus d'affaires vertueuse sur le plan du développement durable pose le problème du partage de l'information environnementale et sociale entre les entreprises et les administrations publiques, ainsi qu'avec leurs parties prenantes. Concernant l'application au volet environnemental proprement dit, on parle d'éco-informatique (les Américains emploient l'expression Green IT 2.0).
Les systèmes d'information actuels sont très hétérogènes et n'ont le plus souvent pas été conçus pour gérer une information à caractère sociétal. Ainsi, les exigences de développement durable nécessitent-ils de structurer les informations utiles pour la gestion des programmes concernés, et plus particulièrement pour la gestion des données et la structuration de réseaux de compétence. Le Royaume-Uni a mis en place une régulation publique de l'information environnementale. La France mise sur l'effet de la loi relative aux nouvelles régulations économiques pour réguler l'économie. D'une façon générale, le développement durable pose le défi de gérer une grande quantité d'informations non structurées ; pour cela, plusieurs méthodes sont apparues : les techniques du web sémantique s'appuyant sur des ontologies et des métadonnées ; les projets d'ingénierie des connaissances.
Un autre problème crucial qui se pose est de savoir quels sont les impacts de la course à la puissance informatique en matière environnementale, et si la fameuse loi de Moore est véritablement pertinente à long terme. On constate que les ordinateurs et les logiciels sont généralement surdimensionnés par rapport aux besoins et que l'arrivée incessante de nouvelles versions de matériels et de logiciels a pour effet de diminuer la durée d'amortissement des équipements, donc de générer des déchets.
La convergence entre l'internet et le développement durable fait l'objet des réflexions du forum TIC21. L'Association pour le développement des outils multimédias appliqués à l'environnement (ADOME) a développé un moteur de recherche du développement durable, Ecobase 21, composé de 70 000 liens.

### Communication
Avec la mise en place de programmes de développement durable dans les entreprises et d’agendas 21 dans les collectivités territoriales, s’est posée, à partir de 2002, la question de la « communication sur le développement durable ». Autrement dit, comment sensibiliser l’opinion au développement durable, impliquer les professionnels, et parfois convaincre les décideurs ?
Cette question a en partie trouvé sa réponse dans la création d'une direction du développement durable, qui est désormais perçue comme un poste stratégique dans l'entreprise. Une association loi de 1901, le Collège des Directeurs du développement durable (C3D), participe à faire évoluer la fonction du directeur de développement durable.
Plusieurs autres pistes et éléments de réponse sont donnés par des professionnels :
- « Il n’y a pas de communication miracle, mais un travail sur la durée ». En outre, il est souhaitable : « d’impliquer les associations, d'impliquer physiquement les citoyens (événements festifs, comités citoyens, témoignages, etc.), et d’agir plus sur l’émotionnel, car on convainc souvent mieux avec des événements festifs que des arguments scientifiques ». Concernant éco-produits et éco-services, la communication doit mettre « simultanément en avant l’aspect environnement/social et les égo-promesses (être en meilleure santé, avoir une plus jolie peau, , etc.) »[142][source insuffisante], sous peine de ne pas convaincre et de ne pas vendre.
- « On passe d'une logique de conformité à une logique d'innovation », explique Michel Rios[143].

### Service après-vente
La mise en œuvre d'une démarche de développement durable dans le domaine du service après-vente se traduit le plus souvent par une politique de réparabilité des produits, qui peut permettre à l'entreprise de fidéliser ses clients et éviter l'obsolescence programmée, source de coûts économiques et environnementaux élevés.

## Avantages de la démarche
Selon le rapport Consortium Report du Performance Group publié en 1999, les démarches de responsabilité sociétale se traduisent par des avantages permettant de créer de la valeur pour les actionnaires. Ces avantages peuvent se décliner suivant six effets vertueux :
- l'anticipation des contraintes et la prévention des risques (sociaux, écologiques, juridiques, d'image) ;
- la réduction des coûts liés à la consommation de ressources ou à la production de déchets ;
- l'innovation par l'augmentation de la qualité, du service et de la valeur ajoutée ;
- la différenciation sur le marché et l'augmentation de la valeur de la marque ;
- l'amélioration de la réputation et la fidélisation des publics ;
- la performance économique et financière[145].

## Critiques
La RSE et le développement durable font l’objet de multiples controverses. Pour leurs détracteurs, ces notions cachent une forme sophistiquée de manipulation. Ainsi, les démarches de RSE n'incluent pas le domaine du civisme fiscal, alors que de très nombreuses multinationales passeraient sous silence leurs pratiques d'optimisation fiscale, voire de fraudes, pour échapper à l'impôt. Pour leurs promoteurs, c'est au contraire la preuve de la capacité des dirigeants d'entreprise à assumer, sans réglementation supplémentaire, des défis sociétaux. Les controverses sur la définition de la RSE et le contrôle de la réalité des pratiques participent donc d'une redéfinition de la conception actionnariale de l'entreprise, au niveau national et multinational (voir la proposition de loi adoptée par l'Assemblée nationale sur le devoir de vigilance des sociétés-mères à l'égard de leurs filiales), et plus largement d'une reconstruction du contrat social.
Dans Le capitalisme est-il moral ?, André Comte Sponville dénonce la mode de l'éthique d'entreprise en ces termes : « Autour de la mode de l’éthique d’entreprise … à force de mettre la morale et l’éthique à toutes les sauces, à force de vouloir qu’elles soient présentes absolument partout (et en plus qu’elles soient rentables !), on finira par les diluer et par les instrumentaliser tellement qu’elles ne seront plus présentes en vérité (dans leur austère et désintéressée vérité) nulle part. J’aime mieux distinguer un certain nombre de domaines différents, … d’ordres différents, et marquer entre eux, le plus clairement possible, certaines limites … car se poser la question de savoir ce qui n’est pas permis, c’est se poser le problème des limites ».
L'Observatoire de la Responsabilité Sociétale des Entreprises (ORSE) a organisé le 21 janvier 2020 un colloque intitulé « Faut-il tuer la RSE ? » Sont visées notamment les pratiques de greenwashing (écoblanchiment), les fortes inégalités de salaire des entreprises du CAC 40, etc..